# إدوين ماكميلان
إدوين ماكميلان (Edwin McMillan) هو كيميائي أمريكي ولد في 18 سبتمبر 1907 وتوفي في 7 سبتمبر 1991.
ولد في شاطئ ريدوندو بكاليفورنيا. درس في معهد كاليفورنيا للتكنولوجيا وتحصل على الدكتوراه سنة 1932 من جامعة برنستون. بعد الدكتوراه انضم إلى هيئة جامعة بركلي ومن ثم إلى مختبر بركلي الإشعاعي عند تأسيسه في 1934.
خلال الحرب العالمية الأولى عمل على أبحاث في مجال الرادار وجهاز الموجات الفوق الصوتية المعروف بسمو سونار. كما أجرى أبحاثا على الأسلحة النووية.
تقاسم مع غلين سيبورغ جائزة نوبل في الكيمياء لسنة 1951.

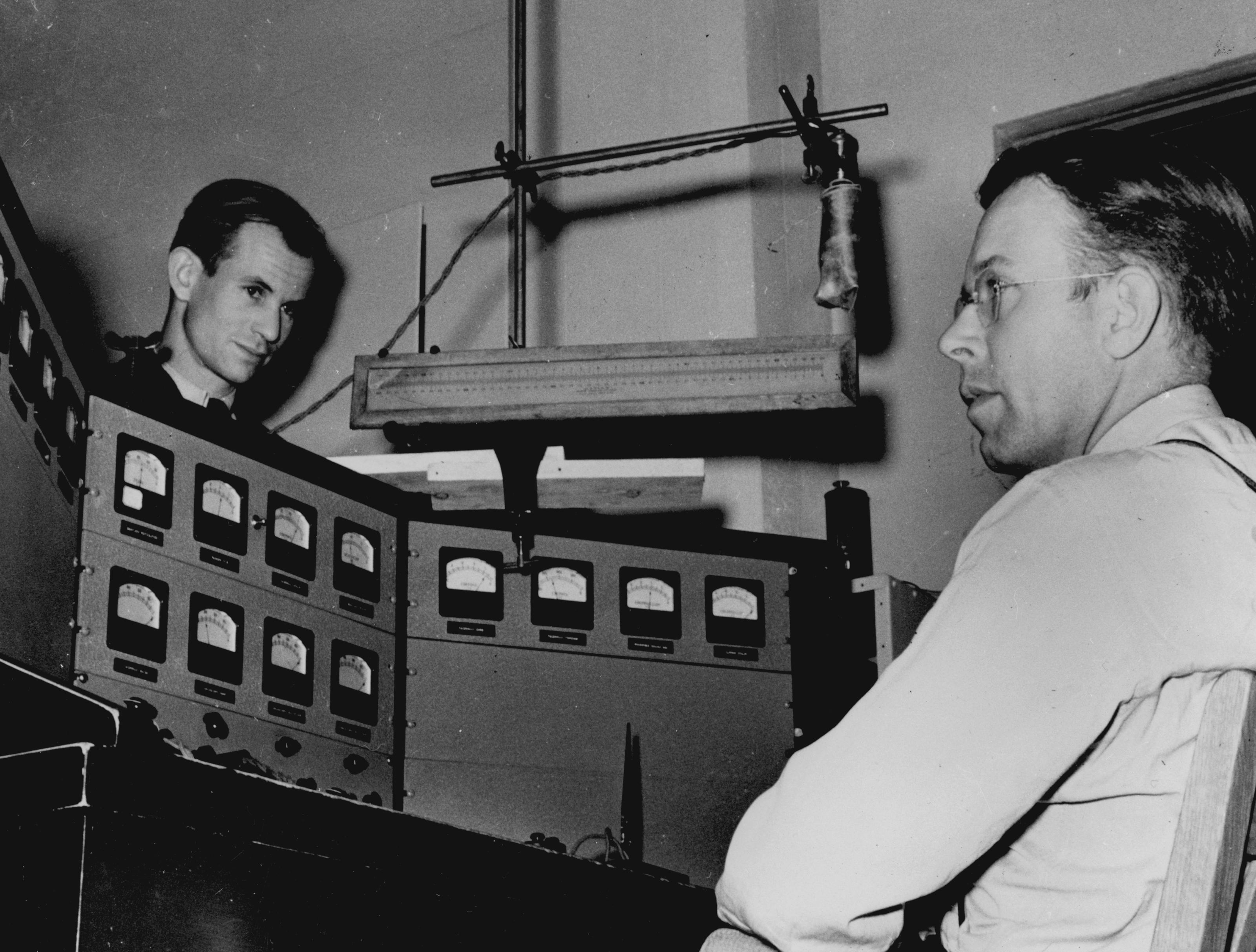
ماكميلان (يسار) مع إرنست لورانس (يمين).

في سنة 1946 أصبح بروفسورا في جامعة بركلي وفي سنة 1958 أصبح مدير مختبر بركلي الإشعاعي وبقي في منصبه حتى تقاعده سنة 1973.

## روابط خارجية
- إدوين ماكميلان على موقع الموسوعة البريطانية (الإنجليزية)
- إدوين ماكميلان على موقع مونزينجر (الألمانية)
- إدوين ماكميلان على موقع إن إن دي بي (الإنجليزية)